# Richmond (Île-du-Prince-Édouard)
Pour les articles homonymes, voir Richmond.
Richmond est une communauté dans le comté de Prince sur l'Île-du-Prince-Édouard, au Canada, à l'ouest de Bayside.
Située dans une région agricole à l'ouest de Summerside, la communauté est située sur la route 2 et jusqu'en 1989 était desservie par le chemin de fer de l'Île-du-Prince-Édouard.
La communauté a plusieurs commerces comme le Richmond Dairy Bar, une station-service et dépanneur Wilson's Esso et une compagnie de récupération d'autos.